# Algensammlung der Universität Göttingen
Die Algensammlung der Universität Göttingen ist eine spezielle wissenschaftliche Sammlung von Algen im Botanischen Institut der Georg-August-Universität Göttingen in der niedersächsischen Universitätsstadt Göttingen.
Die Algen befinden sich nicht getrocknet in Herbarien, sondern lebend in Algenkulturen. Es handelt sich durchweg um Mikroalgen. Ziel der Sammlung ist einerseits die wissenschaftliche Dokumentation, andererseits stehen die Kulturen für Forschungen in wissenschaftlichen Instituten und für Firmen zur weiteren Verwendung zur Verfügung (vgl. Saatgutbibliotheken in der Pflanzenzucht) und wird daher nicht öffentlich präsentiert.
In Duisburg/Essen und in Hamburg gibt es vergleichbare Algensammlungen.

## Geschichte
Begründet wurde die Algensammlung in Göttingen von Ernst Georg Pringsheim (1881–1970) im Jahr 1954.